# Khosi Ngema
Khosi Ngema (África do Sul, 	2 de novembro de 2000) é uma atriz sul-africana conhecida por seu papel como Fikile Bhele na série original de drama Netflix, Sangue e Água.

## Carreira
Ngema fez sua estreia na indústria cinematográfica em 2020, onde conseguiu o papel de Fikile Bhele na série Sangue e Água. A série criou uma irmandade entre ela e sua co-estrela Ama Qamata.
Em 2021, Khosi abriu um negócio ao lançar sua coleção de joias em parceria com Grace The Brand.

## Filmografia

### Televisão
| Ano           | Título        | Papel               | Notas                                                          |
| ------------- | ------------- | ------------------- | -------------------------------------------------------------- |
| 2020–presente | Sangue e Água | Fikile "Fiks" Bhele | Papel principal                                                |
| 2023          | Élite         | Fikile "Fiks" Bhele | Participação especial; Episódio: "Punto y coma" (7ª Temporada) |